# Hennessey (Oklahoma)
Hennessey – miasto w Stanach Zjednoczonych, w stanie Oklahoma, w hrabstwie Kingfisher.